# Кранделл (Техас)
Кранделл (англ. Crandall) — місто (англ. city) в США, в окрузі Кофман штату Техас. Населення — 3860 осіб (2020).

## Географія
Кранделл розташований за координатами 32°37′42″ пн. ш. 96°27′11″ зх. д. / 32.62833° пн. ш. 96.45306° зх. д. (32.628423, -96.452931).  За даними Бюро перепису населення США в 2010 році місто мало площу 8,28 км², з яких 8,27 км² — суходіл та 0,01 км² — водойми.

## Демографія
Згідно з переписом 2010 року, у місті мешкало 2858 осіб у 958 домогосподарствах у складі 804 родин. Густота населення становила 345 осіб/км².  Було 1015 помешкань (123/км²).
Расовий склад населення:
| - 91,7 % — білих - 3,7 % — чорних або афроамериканців - 0,7 % — азіатів - 0,3 % — корінних американців - 2,4 % — осіб інших рас |

До двох чи більше рас належало 1,2 %. Частка іспаномовних становила 7,2 % від усіх жителів.
За віковим діапазоном населення розподілялося таким чином: 30,1 % — особи молодші 18 років, 62,4 % — особи у віці 18—64 років, 7,5 % — особи у віці 65 років та старші. Медіана віку мешканця становила 34,5 року. На 100 осіб жіночої статі у місті припадало 97,8 чоловіків;  на 100 жінок у віці від 18 років та старших — 94,8 чоловіків також старших 18 років.
Середній дохід на одне домашнє господарство  становив 72 670 доларів США (медіана — 64 615), а середній дохід на одну сім'ю — 81 703 долари (медіана — 69 297). За межею бідності перебувало 6,0 % осіб, у тому числі 7,9 % дітей у віці до 18 років та 4,2 % осіб у віці 65 років та старших.
Цивільне працевлаштоване населення становило 1483 особи. Основні галузі зайнятості: освіта, охорона здоров'я та соціальна допомога — 20,8 %, науковці, спеціалісти, менеджери — 14,6 %, роздрібна торгівля — 12,7 %.